# Trachusa maai
Trachusa maai is een vliesvleugelig insect uit de familie Megachilidae. De wetenschappelijke naam van de soort is voor het eerst geldig gepubliceerd in 1953 door Mavromoustakis.